# Округ Сент Чарлс (Луизијана)
Сент Чарлс (енгл. St. Charles Parish) је округ у америчкој савезној држави Луизијана.

## Демографија
По попису из 2010. године број становника је 52.780, што је 4.708 (9,8%) становника више него 2000. године.
| Група             | 2000.          | 2010.          |
| Белци             | 33.901 (70,5%) | 34.925 (66,2%) |
| Афроамериканци    | 12.130 (25,2%) | 14.051 (26,6%) |
| Азијати           | 265 (0,6%)     | 440 (0,8%)     |
| Хиспаноамериканци | 1.346 (2,8%)   | 2.648 (5,0%)   |
| Укупно            | 48.072         | 52.780         |